# 慕容忠 (前燕)
慕容忠（?—?），五胡十六国時代前燕人物，昌黎郡棘城县人。
慕容忠在前燕担任寧東将軍。363年四月，慕容忠率军攻打滎陽，東晋滎陽郡太守劉遠敗走魯陽。慕容忠乘机進軍金乡。五月，攻克密城，劉遠敗走江陵。369年六月、東晋建威将軍檀玄攻打慕容忠所守的湖陸，攻克湖陸，慕容忠被俘。